# 真鯛
真鯛（学名：Pagrus major），俗稱正鯛、赤鯛、正赤鯛、真赤鯛、嘉鱲（嘉，或作佳、加、家等；鱲，或作魶、納、蠟、臘等。）、沙鱲、紅鱲、赤鱲、加吉魚、銅盆魚，是輻鰭魚綱鯛形目鯛科的其中一種。

## 分布
本魚分布於西太平洋區，包括日本、朝鮮半島、中國大陸沿海、台灣本島、澎湖、越南北部、印度洋北部沿岸至太平洋中部、夏威夷群岛等海域。

## 深度
水深10至200公尺。

## 特徵
本魚體鮮紅色，背部側線以上有藍色斑點。體側扁，呈長橢圓形，頭大，眼間隔較寬而隆起。口小，端位。上頜前端具犬齒4枚，下頜具犬齒1枚，上下頜兩側各具臼齒2列。背鰭連結，具強大鰭棘。臀鰭短，與背鰭鰭條部相對，胸鰭微低，呈鐮刀形，腹鰭小，尾鰭深分叉。背鰭硬棘12至13枚，軟條9至12枚；臀鰭硬棘3枚，軟條7至9枚。側線鱗片數53至56枚。體長可達100公分。

## 生態
棲息在近海暖温性底层鱼类，岩礁、沙質海域或藻類叢生的海床區，以底棲甲殼類、軟體動物、貝類為食。

## 資源狀況
1950至70年代由於過度捕撈，使得本魚數量衰減，魚體小型化日益明顯，故積極開展人工養殖流放的工作。目前已取得相當的成效，成為重要的養殖魚類；例如在日本，養殖真鯛的捕撈量約為天然真鯛的五倍，主要集中在愛媛縣。

## 經濟利用

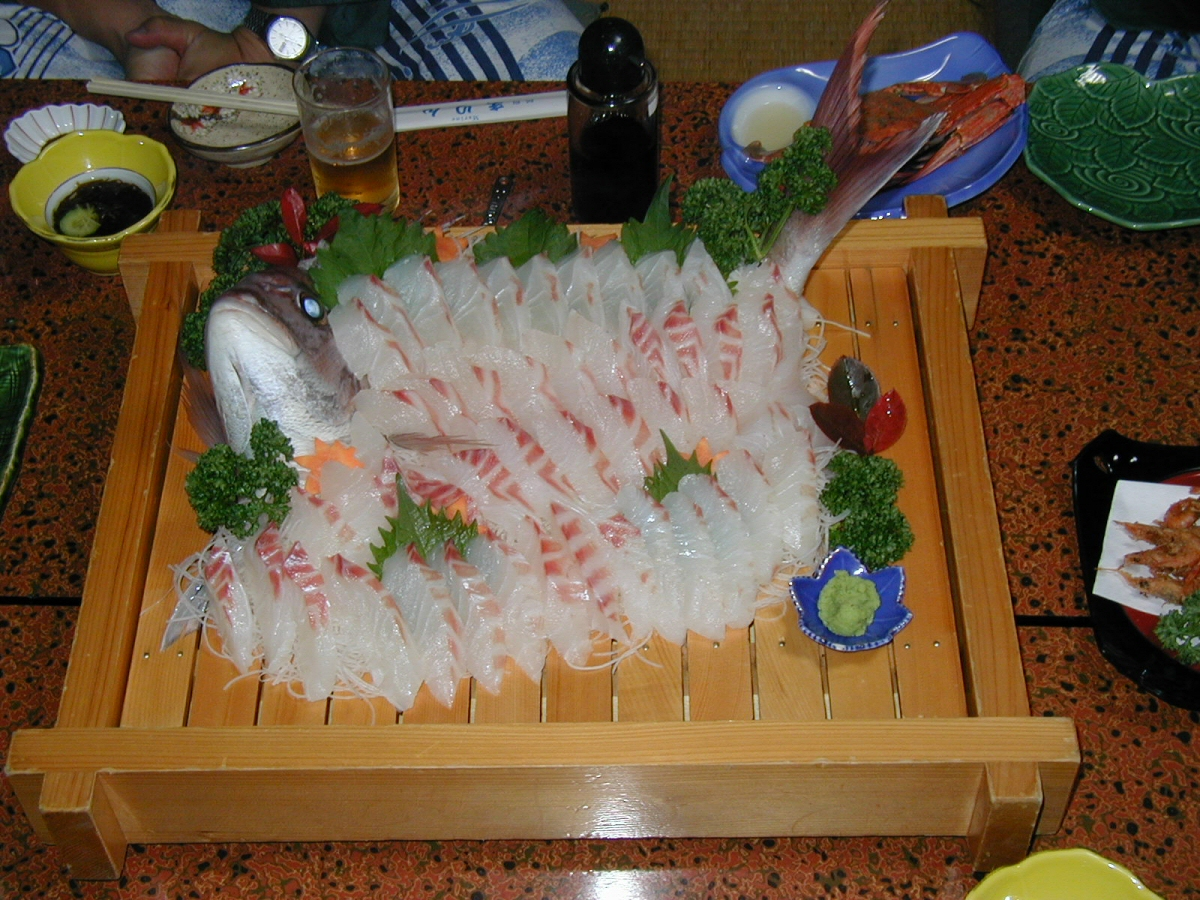
鯛魚刺身

高級的食用魚，肉質鮮美，可做成生魚片，適合各種烹飪方法。
臺灣人重視此魚類，稱「一午、二鮸、三嘉鱲」，魚體偏紅討喜，是年菜中常見的魚，或列為「十大美味魚」之一，稱「一鯃、二紅魦、三鯧、四馬鮫、五鮸、六嘉鱲、七赤鯮、八馬頭、九烏喉、十寸子」。又稱「春鮸，冬嘉鱲」以冬天喫嘉鱲最好。
真鯛自古以來為日本所愛，素有“花中之櫻，魚中之鯛”之稱，因華麗的紅豔體色和與“恭喜”相近的發音而被尊為吉祥魚。在百日宴、婚宴等慶典或節日中經常頭尾俱全地被烹飪食用。